# ブラッドリー・ダック
ブラッドリー・ポール・ダック（Bradley Paul Dack, 1993年12月31日 - ）は、イングランド・ロンドン・グリニッジ区出身のサッカー選手。サンダーランドAFC所属。ポジションはMF。

## 経歴
2008年にジリンガムFCの下部組織に入団し、2012年5月にプロ契約を締結。8月14日のブリストル・シティFC戦でプロデビューを果たした。
2017年6月27日、ブラックバーン・ローヴァーズFCに移籍金75万ポンドで移籍。
2023年7月27日、サンダーランドAFCに移籍した。

## タイトル

### クラブ
ジリンガム
- フットボールリーグ2: 2012–13[5]

### 個人
- フットボールリーグ1年間ベストイレブン: 2015–16[6]、2017–18[7]